# Castelnau-le-Lez
Pour les articles homonymes, voir Castelnau.
Castelnau-le-Lez [kastɛlno lə lɛz]  (en occitan Castèlnòu de Les [kas.'tɛl'nɔw de les]) est une commune française située dans l'est du département de l'Hérault en région Occitanie, en périphérie de Montpellier.
Exposée à un climat méditerranéen, elle est drainée par le Lez et par deux autres cours d'eau. La commune possède un patrimoine naturel remarquable : un site Natura 2000 (« le Lez ») et une zone naturelle d'intérêt écologique, faunistique et floristique.
Castelnau-le-Lez est une commune urbaine dans l'agglomération de Montpellier et fait partie de l'aire d'attraction de Montpellier. Ses habitants sont appelés les Castelnauviens ou  Castelnauviennes. Elle compte 25 404 habitants en 2022, après avoir connu une forte hausse de la population depuis 1962. 
Elle est la deuxième commune la plus peuplée de l'agglomération de Montpellier, et la 7e du département de l'Hérault.

## Géographie

### Situation
Castelnau-le-Lez se situe au nord-est de Montpellier, dans le sud de la France. Le Lez constitue sa limite occidentale avec Montpellier et la ville se trouve à quatorze kilomètres au nord et à vol d'oiseau de la mer Méditerranée.
La ville est divisée en six quartiers :
- Caylus / Courtarelles : situé au nord de la commune, ce secteur relativement préservé inclus le Bois de Caylus de 9 hectares ;
- Le Devois : à l'est, couvre les secteurs de l'Aube Rouge et Les Costières, à dominante pavillonnaire ;
- Le Centre : où se trouve le plus d'équipements municipaux et de commerces, secteur très dynamique grâce au passage de la ligne 2 du tramway de Montpellier ;
- Le Centre Historique : à l'ouest de la commune, il est bordé par le Lez qui le sépare de Montpellier ;
- Le Mas de Rochet : au sud-ouest, secteur assez diversifié mêlant parc d'activités, pôle santé et logements d'habitation ;
- Eurêka : qui inclut les secteurs Verchant (où se situe un domaine hôtelier), Sablassou et Clos de l'Armet. Il est un secteur dans la continuité du parc d'activité de Montpellier du même nom, où se trouvent des activités tertiaires, technologiques et médicales.

### Communes limitrophes
Les communes limitrophes sont Clapiers, Le Crès, Jacou, Montpellier et Saint-Aunès.
| Clapiers (2.88 / 5,11 km)    | Jacou (2.44 / 5,32 km) | Le Crès (2.24 / 4,37 km)     |
| Montpellier                  | Castelnau-le-Lez       | Saint-Aunès (4.06 / 5,43 km) |
| Montpellier (4.29 / 7,26 km) | Montpellier            | Mauguio (8.21 / 10,84 km)    |

### Hydrographie
Le fleuve Lez est le principal cours d'eau qui longe la commune.

### Climat
En 2010, le climat de la commune est de type climat méditerranéen franc, selon une étude s'appuyant sur une série de données couvrant la période 1971-2000. En 2020, Météo-France publie une typologie des climats de la France métropolitaine dans laquelle la commune est exposée à un climat méditerranéen et est dans la région climatique  Provence, Languedoc-Roussillon, caractérisée par une pluviométrie faible en été, un très bon ensoleillement (2 600 h/an), un été chaud (21,5 °C), un air très sec en été, sec en toutes saisons, des vents forts (fréquence de 40 à 50 % de vents > 5 m/s) et peu de brouillards.
Pour la période 1971-2000, la température annuelle moyenne est de 14,3 °C, avec une amplitude thermique annuelle de 16,6 °C. Le cumul annuel moyen de précipitations est de 696 mm, avec 5,8 jours de précipitations en janvier et 2,7 jours en juillet. Pour la période 1991-2020, la température moyenne annuelle observée sur la station météorologique la plus proche, située sur la commune de Prades-le-Lez à 7 km à vol d'oiseau, est de 14,6 °C et le cumul annuel moyen de précipitations est de 869,7 mm,. Pour l'avenir, les paramètres climatiques de la commune estimés pour 2050 selon différents scénarios d'émission de gaz à effet de serre sont consultables sur un site dédié publié par Météo-France en novembre 2022.

### Milieux naturels et biodiversité

#### Réseau Natura 2000

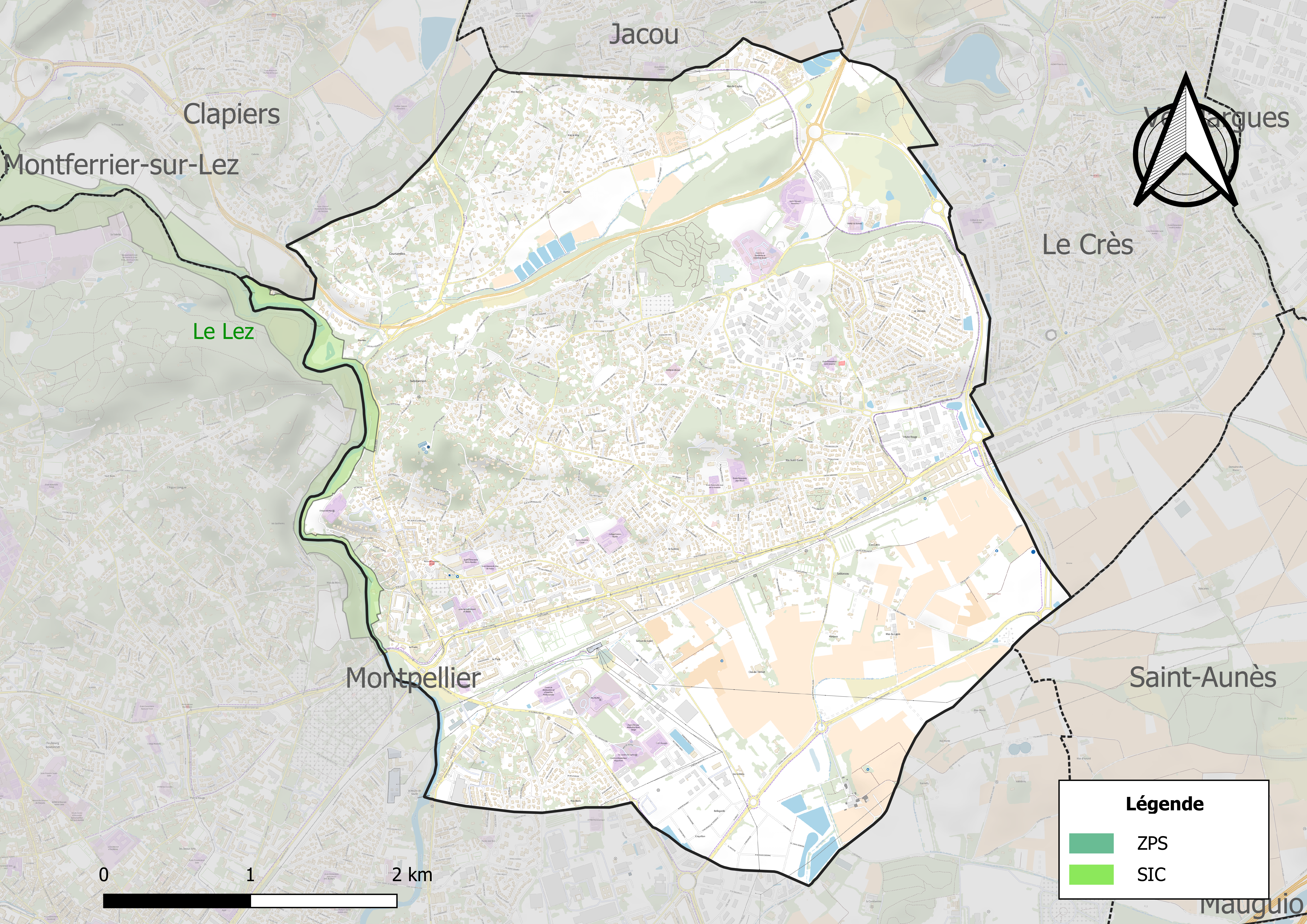
Site Natura 2000 sur le territoire communal.

Le réseau Natura 2000 est un réseau écologique européen de sites naturels d'intérêt écologique élaboré à partir des directives habitats et oiseaux, constitué de zones spéciales de conservation (ZSC) et de zones de protection spéciale (ZPS).
Un site Natura 2000 a été défini sur la commune au titre de la directive habitats : l'unique site de présence du Chabot endémique, Cottus petiti, d'une superficie de 239 ha.

#### Zones naturelles d'intérêt écologique, faunistique et floristique

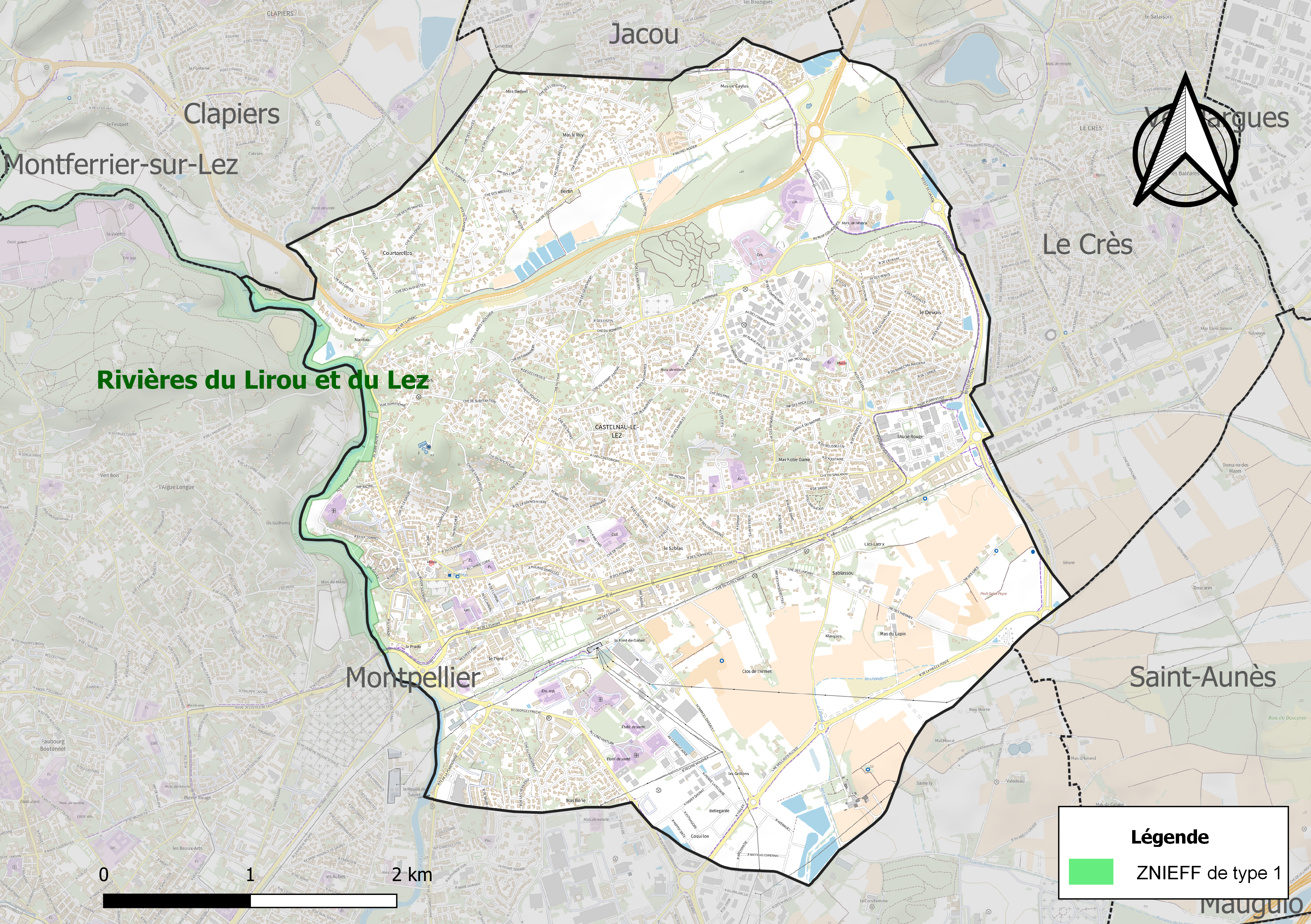
Carte de la ZNIEFF de type 1 localisée sur la commune.

L’inventaire des zones naturelles d'intérêt écologique, faunistique et floristique (ZNIEFF) a pour objectif de réaliser une couverture des zones les plus intéressantes sur le plan écologique, essentiellement dans la perspective d’améliorer la connaissance du patrimoine naturel national et de fournir aux différents décideurs un outil d’aide à la prise en compte de l’environnement dans l’aménagement du territoire.
Une ZNIEFF de type 1 est recensée sur la commune :
les « rivières du Lirou et du Lez » (127 ha), couvrant 7 communes du département.

## Urbanisme

### Typologie
Au 1er janvier 2024, Castelnau-le-Lez est catégorisée grand centre urbain, selon la nouvelle grille communale de densité à sept niveaux définie par l'Insee en 2022.
Elle appartient à l'unité urbaine de Montpellier, une agglomération intra-départementale regroupant 22  communes, dont elle est une commune de la banlieue,,. Par ailleurs la commune fait partie de l'aire d'attraction de Montpellier, dont elle est une commune du pôle principal,. Cette aire, qui regroupe 161 communes, est catégorisée dans les aires de 700 000 habitants ou plus (hors Paris),.

### Occupation des sols

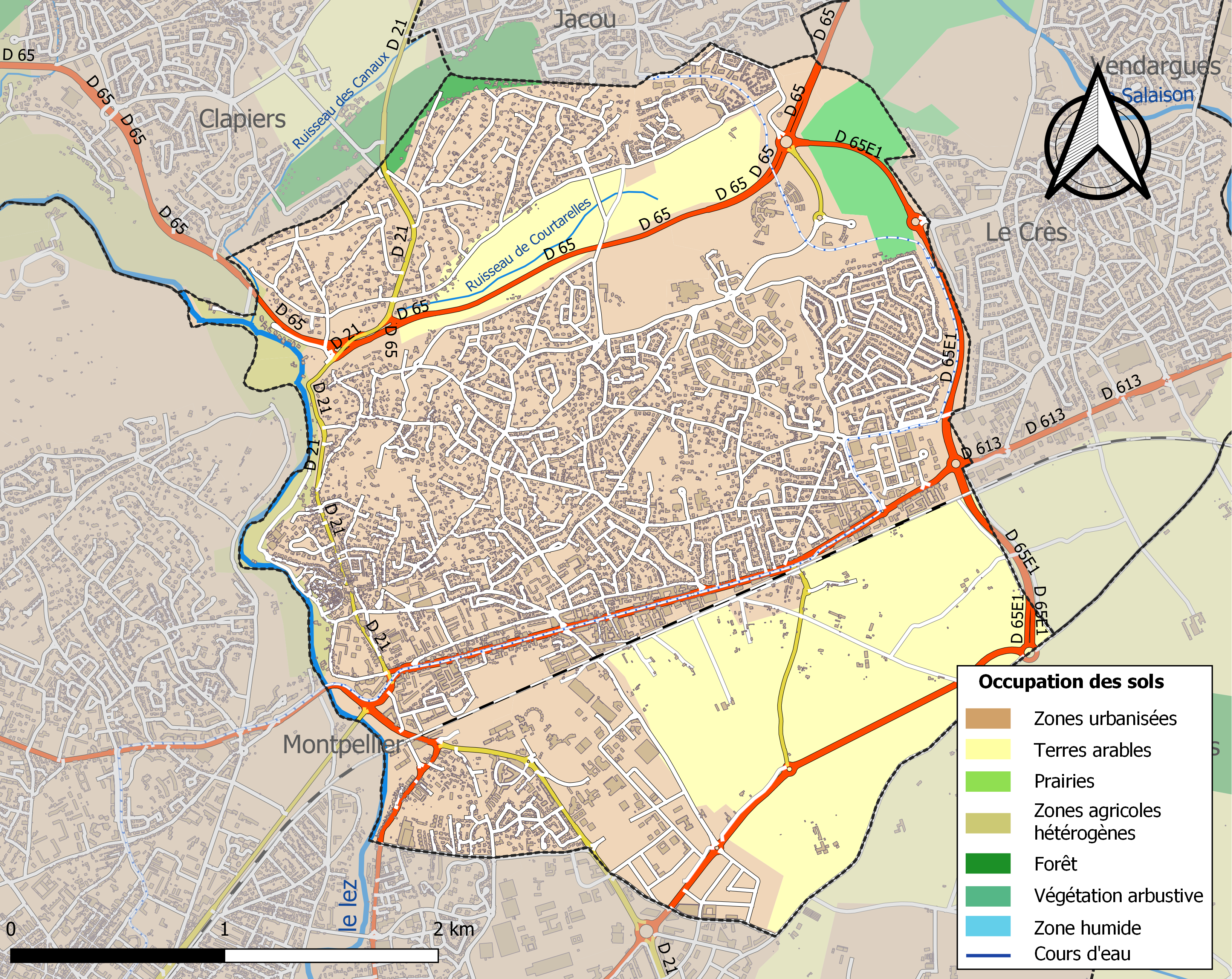
Carte des infrastructures et de l'occupation des sols de la commune en 2018 (CLC).

L'occupation des sols de la commune, telle qu'elle ressort de la base de données européenne d’occupation biophysique des sols Corine Land Cover (CLC), est marquée par l'importance des territoires artificialisés (72,8 % en 2018), en augmentation par rapport à 1990 (53,8 %). La répartition détaillée en 2018 est la suivante : 
zones urbanisées (50,6 %), cultures permanentes (22,5 %), zones industrielles ou commerciales et réseaux de communication (19,9 %), mines, décharges et chantiers (2,2 %), milieux à végétation arbustive et/ou herbacée (2,2 %), zones agricoles hétérogènes (2 %), forêts (0,5 %), espaces verts artificialisés, non agricoles (0,1 %). L'évolution de l’occupation des sols de la commune et de ses infrastructures peut être observée sur les différentes représentations cartographiques du territoire : la carte de Cassini (XVIIIe siècle), la carte d'état-major (1820-1866) et les cartes ou photos aériennes de l'IGN pour la période actuelle (1950 à aujourd'hui).

### Voies de communication et transports
Située sur la voie Domitienne romaine, elle s'est trouvée ensuite à l'entrée montpelliéraine est de la route nationale 113 (Bordeaux-Marseille depuis 1952). Avec le développement démographique de l'agglomération de Montpellier et de la circulation automobile, la commune voit se construire sur son territoire quelques-unes des routes de contournement de Montpellier au nord de sa zone urbanisée principale, puis sur sa limite avec Le Crès.
Depuis décembre 2006, 8 stations de la ligne 2 du tramway de Montpellier desservent la ville, en grande partie sur l'avenue de l'Europe (ancienne route nationale 113), ré-aménagée en boulevard urbain.

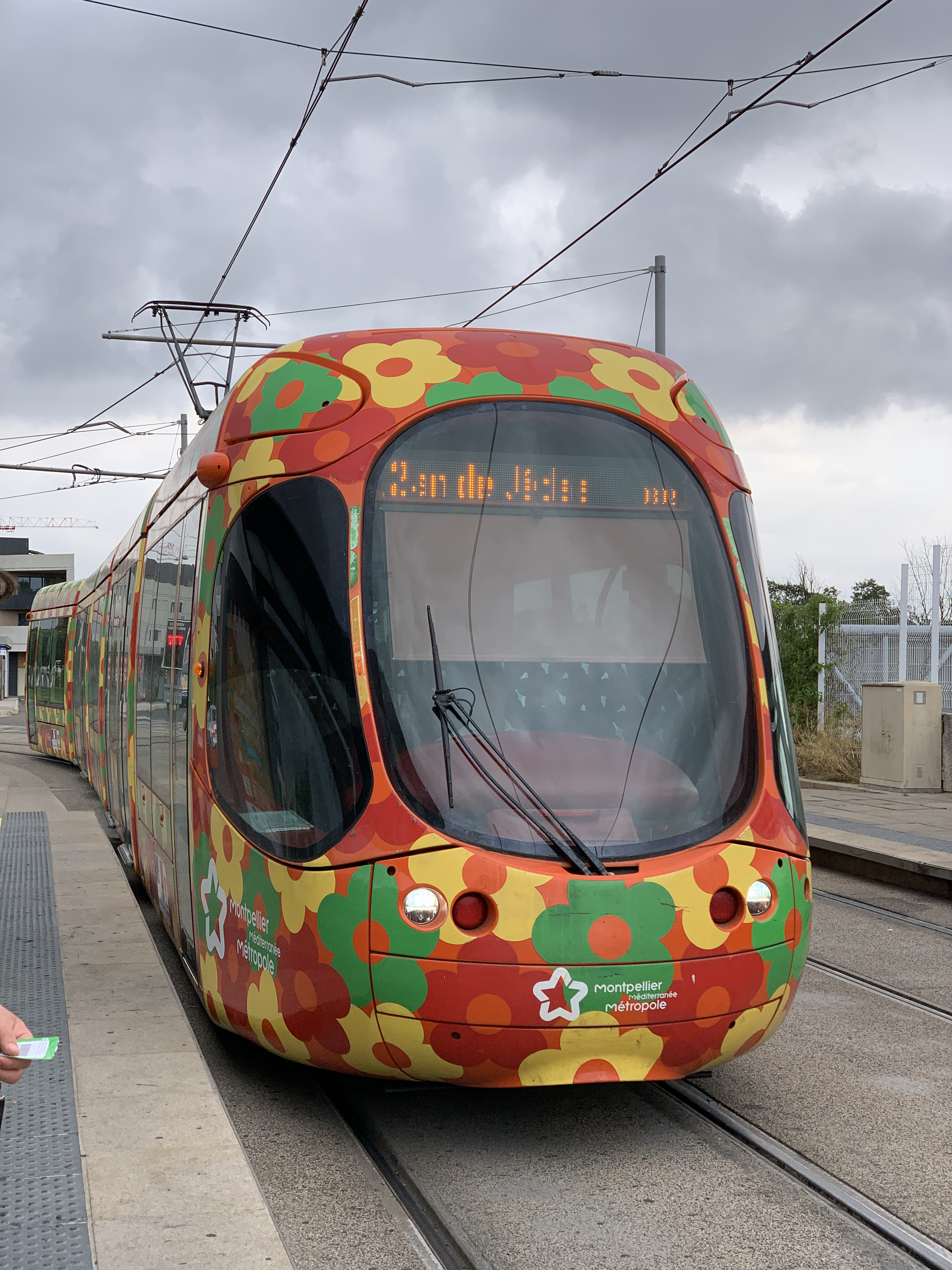
Tramway ligne 2

### Risques majeurs
Le territoire de la commune de Castelnau-le-Lez est vulnérable à différents aléas naturels : météorologiques (tempête, orage, neige, grand froid, canicule ou sécheresse), inondations, feux de forêts, mouvements de terrains et séisme (sismicité faible). Il est également exposé à un risque technologique,  le transport de matières dangereuses, et à un risque particulier : le risque de radon. Un site publié par le BRGM permet d'évaluer simplement et rapidement les risques d'un bien localisé soit par son adresse soit par le numéro de sa parcelle.

#### Risques naturels
La commune fait partie du territoire à risques importants d'inondation (TRI) de Montpellier-Lunel-Maugio-Palavas, regroupant 49 communes du bassin de vie de Montpellier et s'étendant sur les départements de  l'Hérault et du Gard, un des 31 TRI qui ont été arrêtés fin 2012 sur le bassin Rhône-Méditerranée, retenu au regard des risques de submersions marines et de débordements du Vistre, du Vidourle, du Lez et de la Mosson. Parmi les événements significatifs antérieurs à 2019 qui ont touché le territoire, peuvent être citées les crues de septembre 2002 et de septembre 2003 (Vidourle) et les tempêtes de novembre 1982 et décembre 1997 qui ont touché le littoral. Des cartes des surfaces inondables ont été établies pour trois scénarios : fréquent (crue de temps de retour de 10 ans à 30 ans), moyen (temps de retour de 100 ans à 300 ans) et extrême (temps de retour de l'ordre de 1 000 ans, qui met en défaut tout système de protection). La commune a été reconnue en état de catastrophe naturelle au titre des dommages causés par les inondations et coulées de boue survenues en 1982, 1987, 1994, 1997, 2001, 2002, 2003, 2005, 2014 et 2015,.
Castelnau-le-Lez est exposée au risque de feu de forêt. Un plan départemental de protection des forêts contre les incendies (PDPFCI) a été approuvé en juin 2013 et court jusqu'en 2022, où il doit être renouvelé. Les mesures individuelles de prévention contre les incendies sont précisées par deux arrêtés préfectoraux et s’appliquent dans les zones exposées aux incendies de forêt et à moins de 200 mètres de celles-ci. L’arrêté du 25 avril 2002 réglemente l'emploi du feu en interdisant notamment d’apporter du feu, de fumer et de jeter des mégots de cigarette dans les espaces sensibles et sur les voies qui les traversent sous peine de sanctions. L'arrêté du 11 mars 2013 rend le débroussaillement obligatoire, incombant au propriétaire ou ayant droit,.

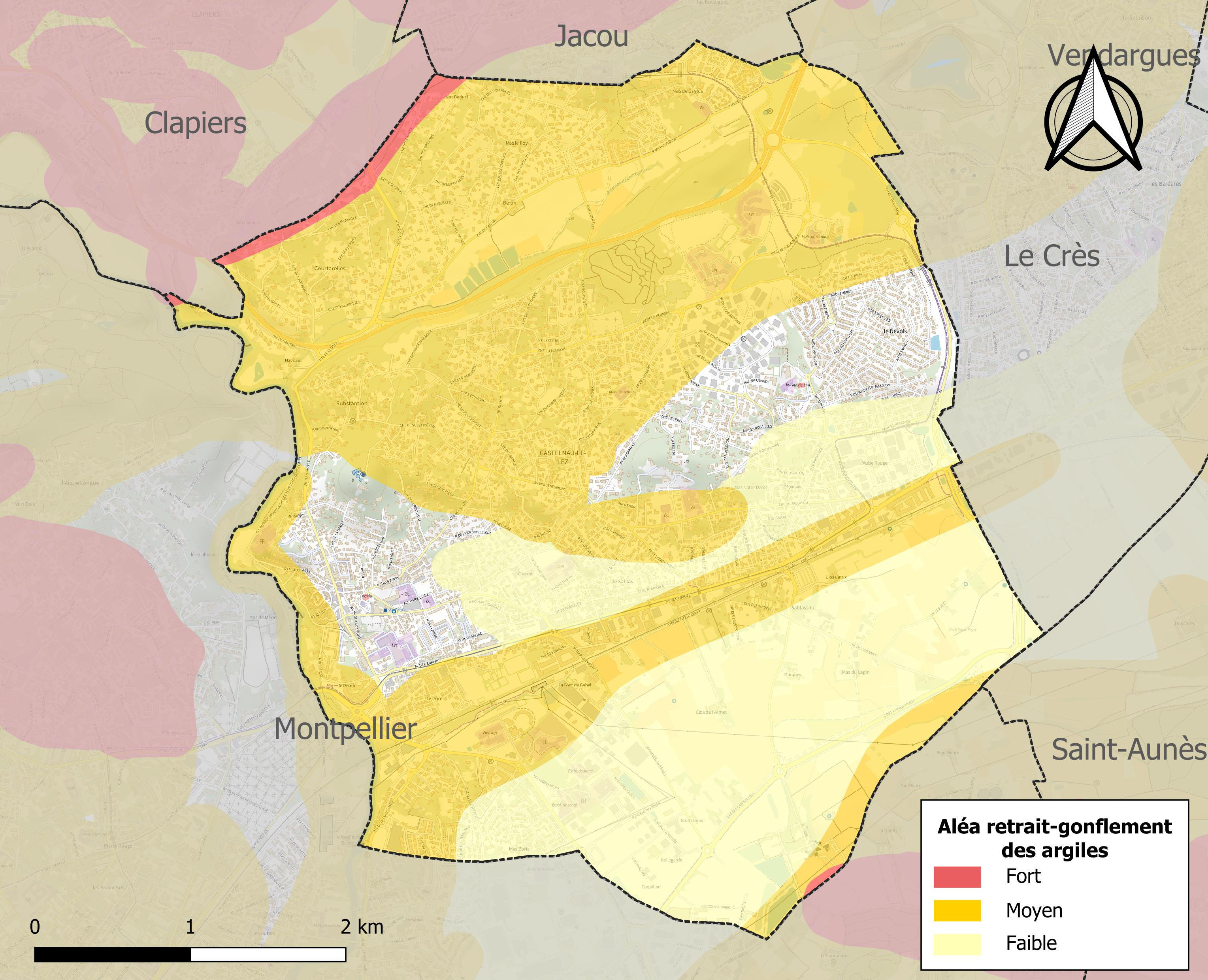
Carte des zones d'aléa retrait-gonflement des sols argileux de Castelnau-le-Lez.

La commune est vulnérable au risque de mouvements de terrains constitué principalement du retrait-gonflement des sols argileux. Cet aléa est susceptible d'engendrer des dommages importants aux bâtiments en cas d’alternance de périodes de sécheresse et de pluie. 59,3 % de la superficie communale est en aléa moyen ou fort (59,3 % au niveau départemental et 48,5 % au niveau national). Sur les 4 478 bâtiments dénombrés sur la commune en 2019, 2 224 sont en aléa moyen ou fort, soit 50 %, à comparer aux 85 % au niveau départemental et 54 % au niveau national. Une cartographie de l'exposition du territoire national au retrait gonflement des sols argileux est disponible sur le site du BRGM,.
Par ailleurs, afin de mieux appréhender le risque d’affaissement de terrain, l'inventaire national des cavités souterraines permet de localiser celles situées sur la commune.

#### Risques technologiques
Le risque de transport de matières dangereuses sur la commune est lié à sa traversée par des infrastructures routières ou ferroviaires importantes ou la présence d'une canalisation de transport d'hydrocarbures. Un accident se produisant sur de telles infrastructures est susceptible d’avoir des effets graves sur les biens, les personnes ou l'environnement, selon la nature du matériau transporté. Des dispositions d’urbanisme peuvent être préconisées en conséquence.

#### Risque particulier
Dans plusieurs parties du territoire national, le radon, accumulé dans certains logements ou autres locaux, peut constituer une source significative d’exposition de la population aux rayonnements ionisants. Certaines communes du département sont concernées par le risque radon à un niveau plus ou moins élevé. Selon la classification de 2018, la commune de Castelnau-le-Lez est classée en zone 2, à savoir zone à potentiel radon faible mais sur lesquelles des facteurs géologiques particuliers peuvent faciliter le transfert du radon vers les bâtiments.

## Toponymie
Le nom de la localité est attesté sous les formes Sextantione au IIe siècle, mutatio Sostantione vers 300, Sextantione, Sextatione au IVe siècle, Sextantio au IVe siècle, Substancionensis castri en 801, pago Sustentationense en 873 et 875, Castro Sustantione avant 923, de Sustancione en 1109, de Sostanson en 1146, de Sustantione en 1167, Soustansou au XVIe siècle.
À l'époque moderne, la ville s'est appelée Castelnau-lès-Montpellier et Castelnau-Le Crès. Son nom occitan est Castèlnòu de Les.

## Histoire

### De Sextantio à Substantion

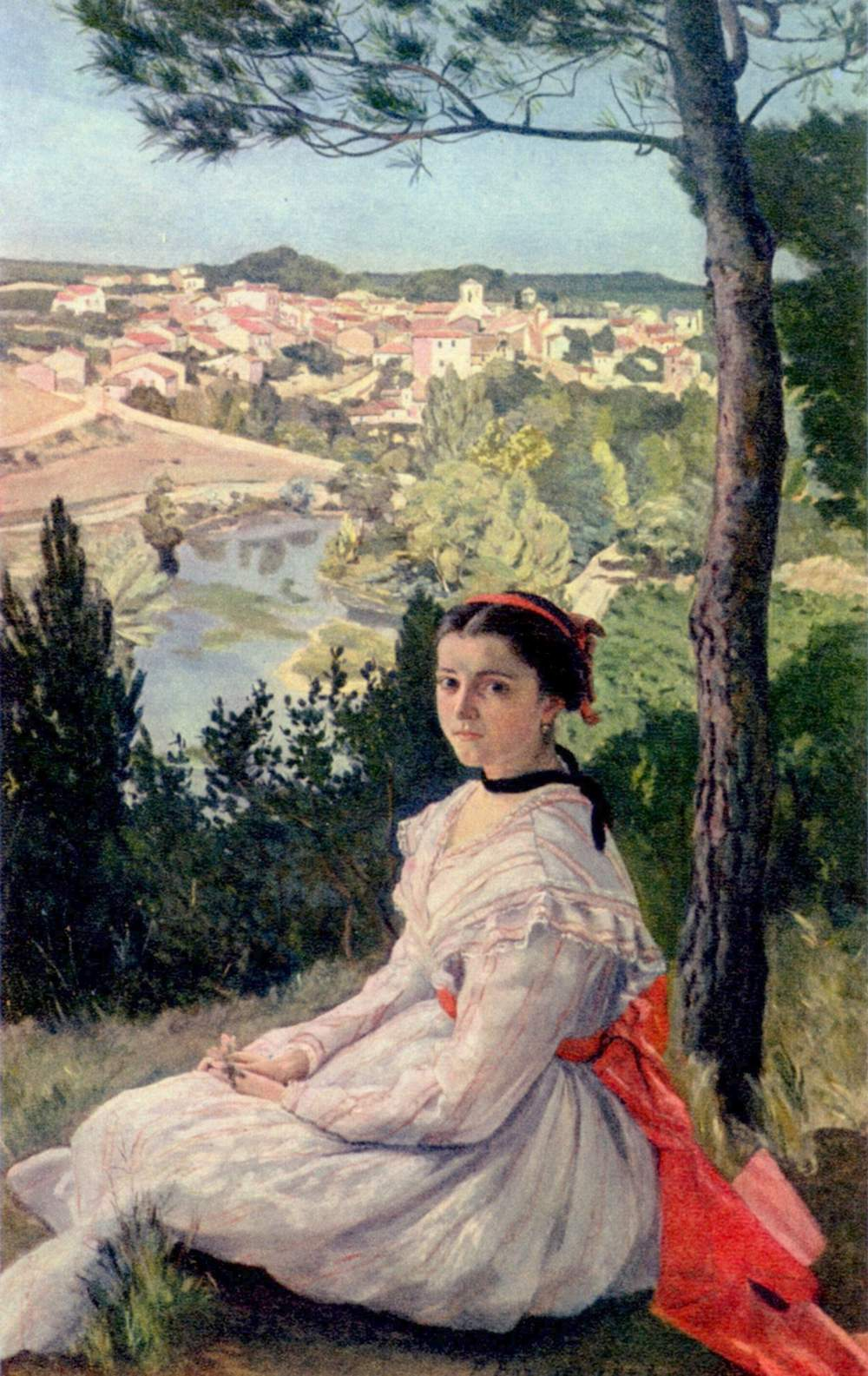
Le tableau de Frédéric Bazille Vue de village représentant une jeune femme devant la ville de Castelnau-le-Lez.

Vers 700 av. J.-C., une première population s'installe sur le plateau dominant le Lez. À partir d'un relais sur la route de l'Italie à l'Espagne[Quoi ?], les Romains en font la cité de Sextantio sur la via Domitia.
Avec le temps, son nom devient Substantion et la ville accueille pendant trois siècles les évêques de Maguelone. Un château domine alors la rive gauche du Lez : le Castellum Novum.
Au cours du XIIe siècle, la cité perd de son influence en devenant une possession des seigneurs de Montpellier. En 1674, Castelnau change de main : la famille de Castries devient propriétaire de la seigneurie qui comprend également le Crès et Salaison. En 1791, Castelnau comptait 68 habitants.
Pendant l'Ancien Régime, elle a formé une seule paroisse avec Le Crès, sous les noms successifs de Castelnau-lès-Montpellier et Castelnau-Le Crès.

### La commune depuis 1791
En 1865, la commune de Castelnau prend le nom de Castelnau-le-Lez.
Le 30 septembre 1872, la commune du Crès est créée à partir d'une partie du territoire de la commune de Castelnau-le-Lez. Avec le développement démographique de leur village isolé à l'Est du territoire communal, les habitants du Crès ont demandé leur érection en commune en 1846, puis en 1849, le conseil municipal de Castelnau a finalement accepté en 1871.
Le régime de Vichy applique sa politique rapidement, y compris dans le domaine du symbolique et des noms de rue allant à l’encontre de ses valeurs. Une campagne est menée par l’hebdomadaire Gringoire : utilisant diffamation et l’intoxication, donnant aussi une grande publicité aux dégradations de plaques et aux lettres de lecteurs signalant les plaques indésirables, ce qui permet au secrétaire d’État à l’Intérieur Marcel Peyrouton de prendre une circulaire le 22 octobre 1940 poussant à la chasse aux noms de rues contraires à l’idéologie vichyste : « il est inconvenant […] que cette manière d’hommage public continue à être rendu à la mémoire de ceux qui par leurs erreurs ou leurs fautes ont contribué à précipiter notre patrie dans la ruine ». C’est le seul cas où l’État français a mené une épuration odonymique. La commune de Castelnau choisit de débaptiser toutes ses rues, que le nom soit anodin, républicain ou autre.
La superficie originelle de la commune actuelle est proportionnelle à sa part dans la population de Castelnau-Le Crès en 1871, auquel il faut retrancher quelques modifications au profit du Crès dans les années 1990 pour que ses équipements scolaires secondaires et sportifs se trouvent sur son territoire. Avec l'expansion démographique de Castelnau dans la seconde moitié du XXe siècle, la garrigue séparant les deux agglomérations s'est progressivement réduite. Faisant partie préalablement du canton de Montpellier-3, Castelnau-le-Lez devient chef-lieu du canton de Castelnau-le-Lez, créé en 1992.
L'extension de la ville vers l'Est a donné naissance à un nouveau quartier « le Devois » et les nouveaux habitants portent la population de Castelnau-le-Lez à près de 15 000 habitants au début des années 2010.

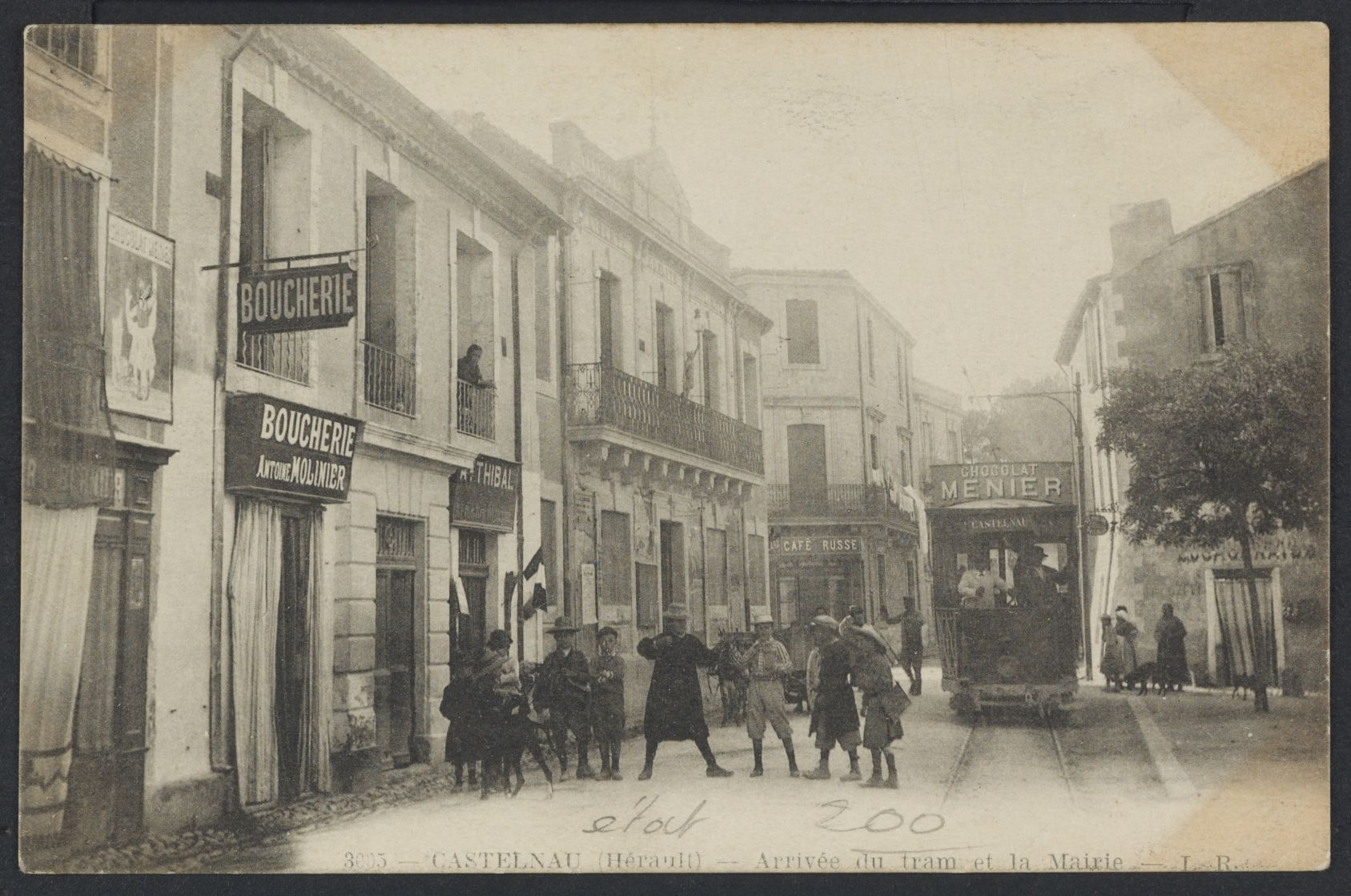
Vue de la mairie et arrivée du tramway (1918).

## Politique et administration
En 2010, la commune de Castelnau-le-Lez a été récompensée par le label « Ville Internet @@@ ».

### Liste des maires

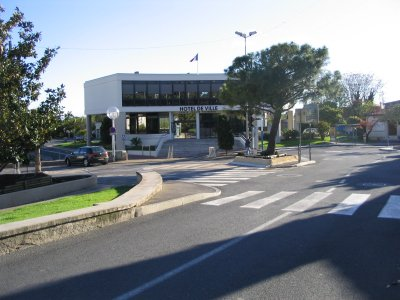
La mairie de Castelnau-le-Lez, vue de la rue de la Crouzette.

### Intercommunalité
La commune fait partie de Montpellier Méditerranée Métropole, dont elle est la deuxième commune la plus peuplée.

### Jumelages
La commune de Castelnau-le-Lez est jumelée avec :
- Plankstadt (Allemagne) depuis 1982 ;
- Argenta (Italie) depuis 2003 ;
- San Fernando de Henares (Espagne).

## Économie

### Revenus
En 2018, la commune compte 10 257 ménages fiscaux, regroupant 21 663 personnes. La médiane du revenu disponible par unité de consommation est de 23 680 € (20 330 € dans le département). 58 % des ménages fiscaux sont imposés (45,8 % dans le département).

### Emploi
|                | 2008   | 2013   | 2018 |
| -------------- | ------ | ------ | ---- |
| Commune        | 7,4 %  | 10,1 % | 9 %  |
| Département    | 10,1 % | 11,9 % | 12 % |
| France entière | 8,3 %  | 10 %   | 10 % |

En 2018, la population âgée de 15 à 64 ans s'élève à 14 022 personnes, parmi lesquelles on compte 75,9 % d'actifs (66,9 % ayant un emploi et 9 % de chômeurs) et 24,1 % d'inactifs,. Depuis 2008, le taux de chômage communal (au sens du recensement) des 15-64 ans est inférieur à celui de la France et du département.
La commune fait partie du pôle principal de l'aire d'attraction de Montpellier,. Elle compte 9 409 emplois en 2018, contre 8 337 en 2013 et 7 308 en 2008. Le nombre d'actifs ayant un emploi résidant dans la commune est de 9 497, soit un indicateur de concentration d'emploi de 99,1 % et un taux d'activité parmi les 15 ans ou plus de 58,1 %.
Sur ces 9 497 actifs de 15 ans ou plus ayant un emploi, 2 464 travaillent dans la commune, soit 26 % des habitants. Pour se rendre au travail, 68,9 % des habitants utilisent un véhicule personnel ou de fonction à quatre roues, 14,4 % les transports en commun, 13 % s'y rendent en deux-roues, à vélo ou à pied et 3,7 % n'ont pas besoin de transport (travail au domicile).

### Activités hors agriculture

#### Secteurs d'activités
3 319 établissements sont implantés  à Castelnau-le-Lez au 31 décembre 2019. Le tableau ci-dessous en détaille le nombre par secteur d'activité et compare les ratios avec ceux du département,.
| Secteur d'activité                                                                                        | Commune | Commune | Département |
| Secteur d'activité                                                                                        | Nombre  | %       | %           |
| --- | ------- | ------- | ----------- |
| Ensemble                                                                                                  | 3 319   | 100 %   | (100 %)     |
| Industrie manufacturière, industries extractives et autres                                                | 120     | 3,6 %   | (6,7 %)     |
| Construction                                                                                              | 330     | 9,9 %   | (14,1 %)    |
| Commerce de gros et de détail, transports, hébergement et restauration                                    | 710     | 21,4 %  | (28 %)      |
| Information et communication                                                                              | 158     | 4,8 %   | (3,3 %)     |
| Activités financières et d'assurance                                                                      | 180     | 5,4 %   | (3,2 %)     |
| Activités immobilières                                                                                    | 214     | 6,4 %   | (5,3 %)     |
| Activités spécialisées, scientifiques et techniques et activités de services administratifs et de soutien | 782     | 23,6 %  | (17,1 %)    |
| Administration publique, enseignement, santé humaine et action sociale                                    | 590     | 17,8 %  | (14,2 %)    |
| Autres activités de services                                                                              | 235     | 7,1 %   | (8,1 %)     |

Le secteur des activités spécialisées, scientifiques et techniques et des activités de services administratifs et de soutien est prépondérant sur la commune puisqu'il représente 23,6 % du nombre total d'établissements de la commune (782 sur les 3319 entreprises implantées  à Castelnau-le-Lez), contre 17,1 % au niveau départemental.

#### Entreprises et commerces
Les cinq entreprises ayant leur siège social sur le territoire communal qui génèrent le plus de chiffre d'affaires en 2020 sont : 
- Logitrade, centrales d'achat non alimentaires (142 M€)
- Sud Service SAS, nettoyage courant des bâtiments (52,5 M€)
- Eiffage Construction Languedoc Roussillon, construction d'autres bâtiments (48 M€)
- Ubisoft Montpellier, studio de développement de jeux vidéo (27,5 M€)
- Services Maintenance et Propreté - SMP, nettoyage courant des bâtiments (21,5 M€)

### Agriculture
La commune est dans les Garrigues, une petite région agricole occupant une partie du centre et du nord-est du département de l'Hérault. En 2020, l'orientation technico-économique de l'agriculture  sur la commune est la viticulture.
|               | 1988 | 2000 | 2010 | 2020 |
| ------------- | ---- | ---- | ---- | ---- |
| Exploitations | 44   | 22   | 18   | 11   |
| SAU (ha)      | 238  | 274  | 257  | 186  |

Le nombre d'exploitations agricoles en activité et ayant leur siège dans la commune est passé de 44 lors du recensement agricole de 1988  à 22 en 2000 puis à 18 en 2010 et enfin à 11 en 2020, soit une baisse de 75 % en 32 ans. Le même mouvement est observé à l'échelle du département qui a perdu pendant cette période 67 % de ses exploitations,. La surface agricole utilisée sur la commune a également diminué, passant de 238 ha en 1988 à 186 ha en 2020. Parallèlement la surface agricole utilisée moyenne par exploitation a augmenté, passant de 5 à 17 ha.

## Population et société

### Démographie
L'évolution du nombre d'habitants est connue à travers les recensements de la population effectués dans la commune depuis 1793. Pour les communes de plus de 10 000 habitants les recensements ont lieu chaque année à la suite d'une enquête par sondage auprès d'un échantillon d'adresses représentant 8 % de leurs logements, contrairement aux autres communes qui ont un recensement réel tous les cinq ans,.

En 2022, la commune comptait 25 404 habitants, en évolution de +31,92 % par rapport à 2016 (Hérault : +7,49 %, France hors Mayotte : +2,11 %).
| 1793 | 1800 | 1806 | 1821 | 1831 | 1836 | 1841 | 1846 | 1851 |
| ---- | ---- | ---- | ---- | ---- | ---- | ---- | ---- | ---- |
| 450  | 496  | 547  | 696  | 673  | 745  | 787  | 794  | 861  |

| 1856 | 1861 | 1866  | 1872 | 1876 | 1881 | 1886 | 1891 | 1896  |
| ---- | ---- | ----- | ---- | ---- | ---- | ---- | ---- | ----- |
| 827  | 894  | 1 120 | 906  | 884  | 815  | 884  | 954  | 1 141 |

| 1901  | 1906  | 1911  | 1921  | 1926  | 1931  | 1936  | 1946  | 1954  |
| ----- | ----- | ----- | ----- | ----- | ----- | ----- | ----- | ----- |
| 1 213 | 1 202 | 1 103 | 1 120 | 1 504 | 1 959 | 2 226 | 2 345 | 2 923 |

| 1962  | 1968  | 1975  | 1982  | 1990   | 1999   | 2006   | 2011   | 2016   |
| ----- | ----- | ----- | ----- | ------ | ------ | ------ | ------ | ------ |
| 4 979 | 8 169 | 9 339 | 9 884 | 11 043 | 14 214 | 15 229 | 15 951 | 19 257 |

| 2021   | 2022   | - | - | - | - | - | - | - |
| ------ | ------ | - | - | - | - | - | - | - |
| 24 888 | 25 404 | - | - | - | - | - | - | - |

| selon la population municipale des années : | 1968 | 1975 | 1982 | 1990 | 1999 | 2006 | 2009 | 2013 |
| Rang de la commune dans le département      | 8    | 7    | 8    | 8    | 8    | 9    | 9    | 7    |
| Nombre de communes du département           | 343  | 340  | 343  | 343  | 343  | 343  | 343  | 343  |

### Enseignement
La commune gère cinq écoles maternelles : Vert Parc, Les Petits Princes, Madiba, Jean-de-La-Fontaine et Rose de France et quatre écoles élémentaires : Mario-Roustan, Jean-Moulin, Antoine-de-Saint-Exupéry et la toute nouvelle école primaire Jacques Chirac). Elle accueille un collège : Frédéric-Bazille et deux lycées : lycée polyvalent Georges-Pompidou et lycée professionnel agricole Honoré-de-Balzac.

### Sports
La ville possède un club de foot, associé à la ville de Le Crès : Castelnau Le Crès FC,.
Le Club d'Escrime de Castelnau-le-Lez Montpellier Métropole est le premier club d'épée et de sabre de la métropole montpelliéraine et du département de l'Hérault avec des tireurs engagés sur tous les championnats de France des catégories M17 à Vétérans en passant par le handisport. Lors de la saison 2023-2024, les épéistes castelnauviens se sont hissés à 4 reprises sur les podiums nationaux.

## Culture locale et patrimoine

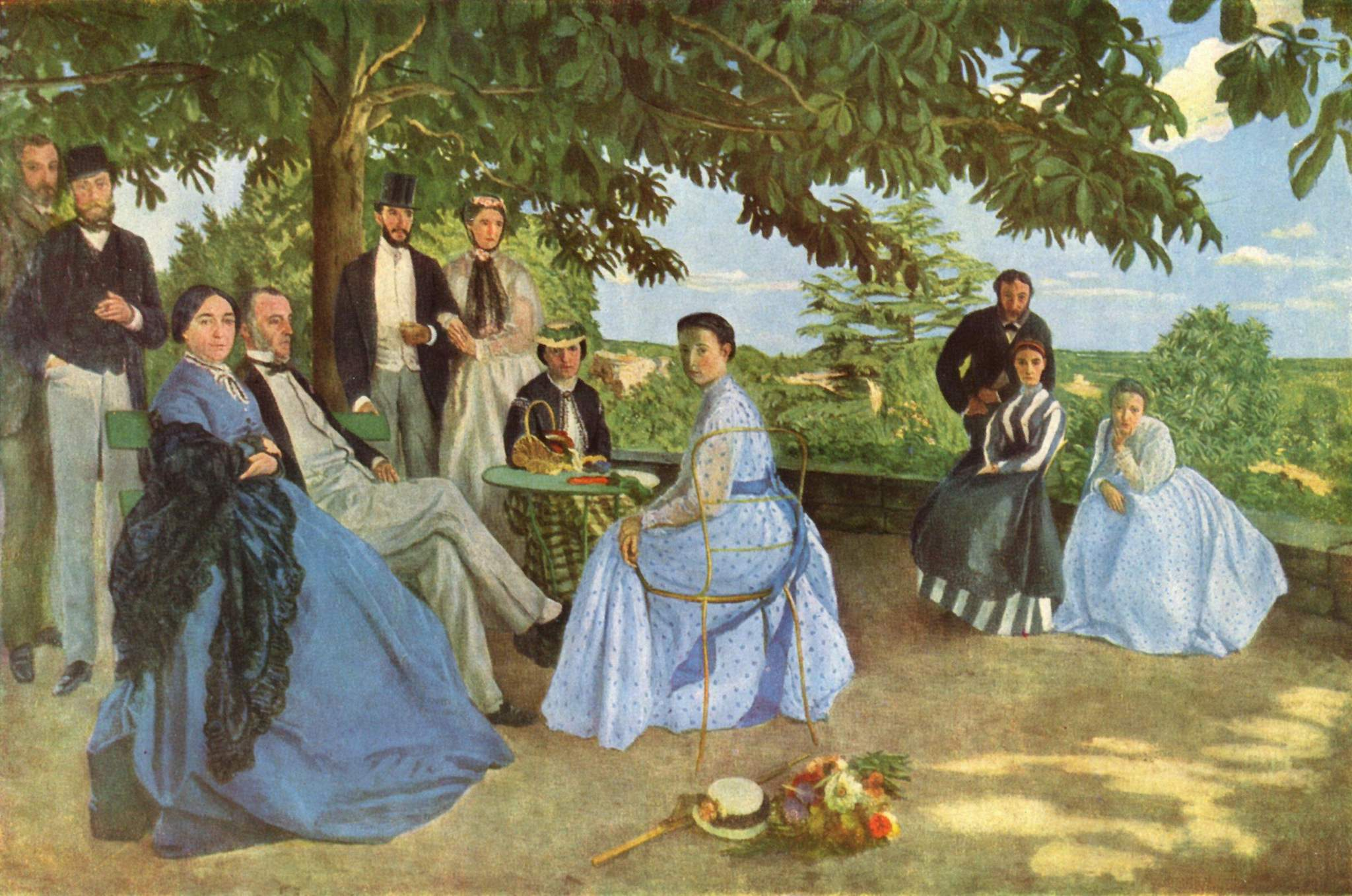
Réunion de famille de Frédéric Bazille. Peint au mas de Méric, sur la rive montpelliéraine du Lez, ce tableau permet de distinguer Castelnau-le-Lez à l'arrière-plan.

### Lieux et monuments

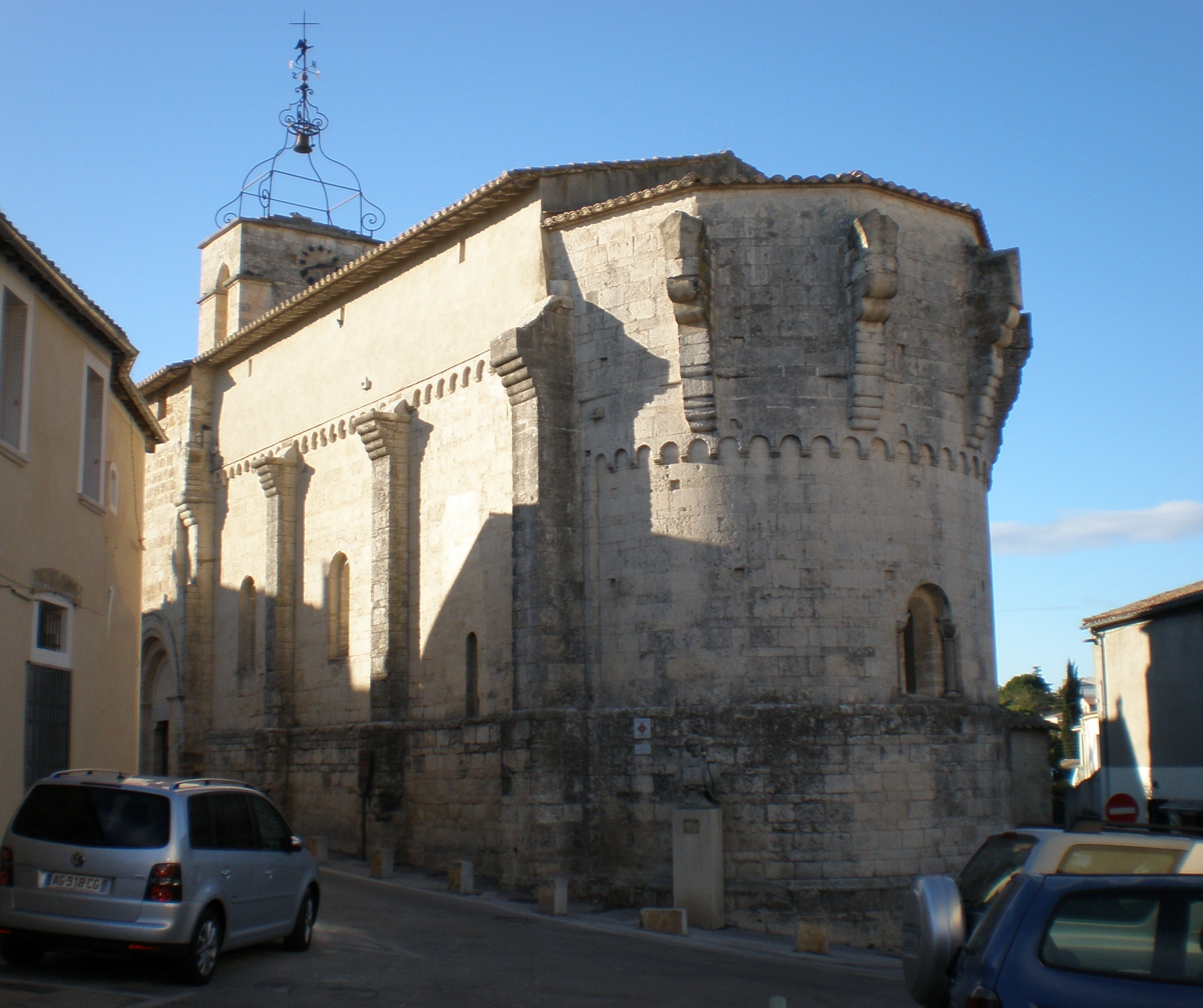
Église Saint-Jean-Baptiste de Castelnau-le-Lez.

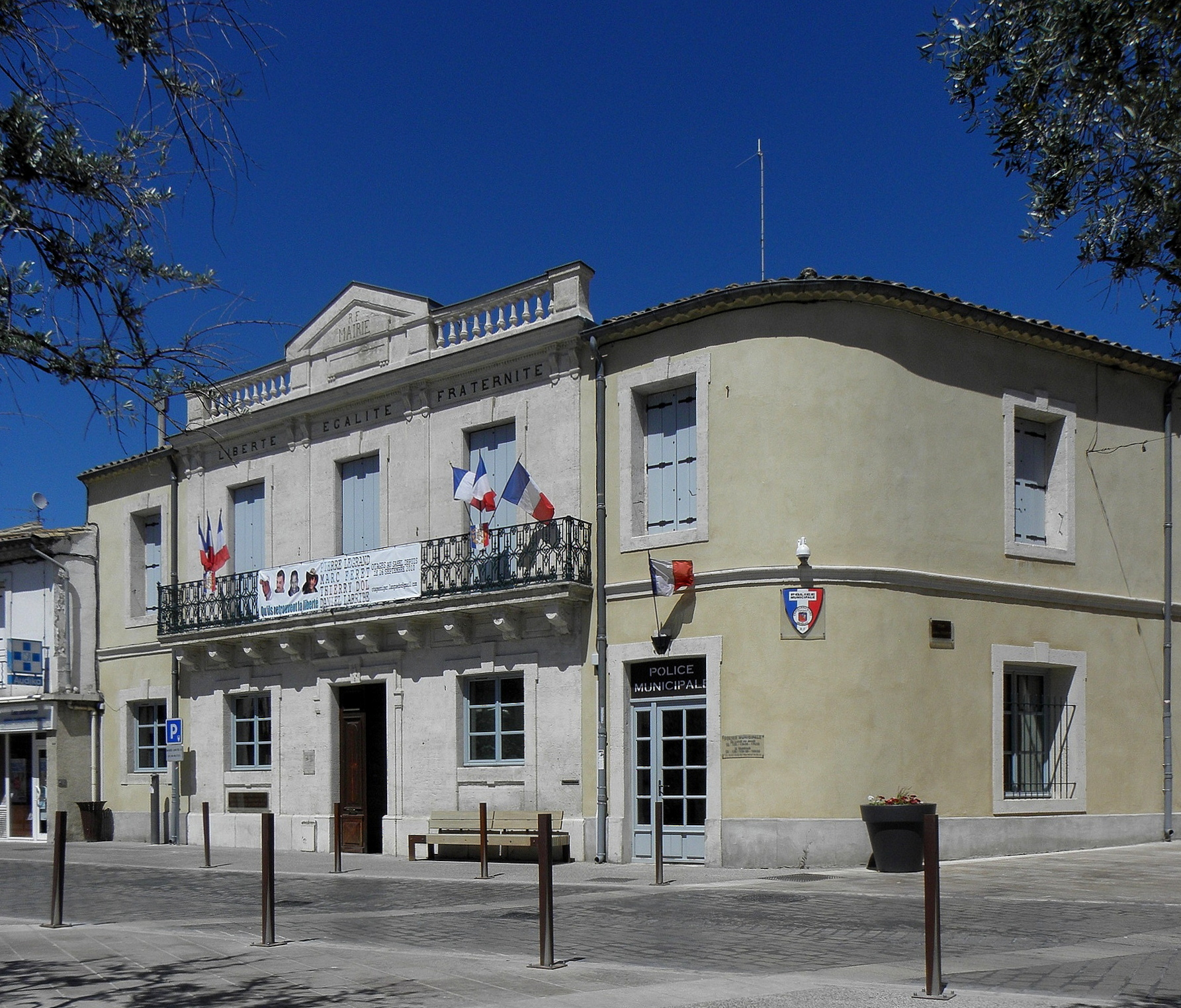
L'ancienne mairie abritant le Centre régional de la Résistance et de la Déportation.

- La Voie domitienne (Via Domitia) passe par Castelnau-le-Lez, au nord du quartier du Devois. Une partie de ce tronçon est inscrit comme monument historique depuis le 5 février 1987 ;
- Une copie de la 63e borne milliaire est visible rue de la Monnaie, en face du Palais des Sports de Castelnau-le-Lez, proche de la Voie domitienne ;
- Le Centre régional de la Résistance et de la Déportation est un lieu d'exposition permanente (photos, objets, maquettes) accompagné d'une salle de vidéo conférences et d'un centre de documentation sur ces événements de la Seconde Guerre mondiale, fondé notamment par Suzanne Orts ;
- L'église Saint-Jean-Baptiste est une église romane de la fin du XIIe siècle, fortifiée au XIVe. Son clocher a été rebâti au XVIIIe siècle en étant surmonté d'un campanile de fer forgé. L'édifice a été classé au titre des monuments historiques en 1911[47] ;
- Église Saint-Vincent du Sablas ;
- Domaine de Verchant (IMH) : ce domaine doit son nom à la comtesse de Verchant qui l'a acquis de l'évêque de Montpellier en 1523. On peut y voir parc et fossés, grotte avec puits, noria, potager et allées plantées d'arbres ;
- Clairval est le nom d'un quartier de barres d'immeubles ;
- Les moulins de Lavalette, du Martinet, de Navitau, des Guilhems, de la Poudrière et du Pont à Castelnau[48].

### Manifestations culturelles et festivités
- Les Musicales, festival de chant et musique classique — mai de chaque année ;
- Fête de la Musique, le 21 juin, suivie de la fête votive de la Saint-Jean ;
- Les Nocturnales, séries de concerts de jazz et musique du monde — 2e quinzaine de juillet ;
- Théalez, festival de théâtre amateur — fin mars ;
- Festival Les P’tits Lez’ Arts, festival Jeune de la MJC André-Malraux, mi-mai.

### Héraldique
|  | Les armoiries de Castelnau-le-Lez se blasonnent ainsi : Tranché : au premier d'azur à Saint Jean Baptiste de carnation habillé d'une peau de chameau d'or, portant sur ses épaules un agneau d'argent, tenant dans sa senestre une croix aussi d'or, et issant de la partition, au second de gueules à la croix vidée, cléchée et pommetée d'or (croix occitane) accompagnée en pointe de trois trangles ondées d'argent. Adopté en 1978. |

### Personnalités liées à la commune
- Jean-Baptiste Fabre (1727-1783), ecclésiastique et écrivain.
- Frédéric Bazille, (1841-1870), peintre impressionniste français.
- Lydie Wilson (1850-1880), poétesse de langue occitane.
- Eugène Bataillon (1864-1953), biologiste et généticien, mort à Castelnau-le-Lez.
- Germaine Richier (1902-1959), sculptrice, a passé sa jeunesse à Castelnau-le-Lez.
- Charles Camproux (1908-1994), écrivain, universitaire et militant occitan, mort à Castelnau-le-Lez.
- François Daumas (1915-1984), égyptologue.
- René Couveinhes (1925-2004), homme politique, premier maire de La Grande-Motte.
- Robert Cloutier, un des deux frères Cloutier, céramiste et sculpteur, y est mort en 2008.
- François Béranger (1937-2003), chanteur libertaire.
- Blanche Meyrignac (1930), peintre, vit à Castelnau-le-Lez.
- Jean-Pierre Grand (1950), homme politique, maire de Castelnau-le-Lez de 1983 à 2017, sénateur de l'Hérault depuis 2014.
- Branko Karabatić (1956-2011), entraîneur de handball d'origine croate.
- Nikola Karabatic (1984), handballeur professionnel.
- Aurore Kichenin (1995), reine de beauté, vit dans la commune.

### Fonds d'archives
- Fonds : Archives communales de Castelnau-le-Lez (1603-1824) [1,65 ml].  Cote : 57 EDT. Montpellier : Archives départementales de l'Hérault (présentation en ligne).